# Rzepień kolczasty
Rzepień kolczasty, rzepień ciernisty (Xanthium spinosum L.) – gatunek rośliny z rodziny astrowatych. Pierwotny zasięg obejmuje strefy umiarkowane Ameryki Północnej i Południowej od południowej Kanady po Chile i Argentynę (w strefie tropikalnej tylko Andy). Poza tym rośnie zawleczony i zadomowiony na wszystkich kontynentach z wyjątkiem Antarktydy. W polskiej florze jest antropofitem zadomowionym zwłaszcza w południowo-wschodniej części kraju, częściej spotykanym jednak tylko wzdłuż dolin Wisły i Bugu; na zachodzie i północy pojawia się rzadko i zwykle tylko przejściowo.
Gatunek wykorzystywany jest jako leczniczy, jadalny, ale też ma właściwości trujące.

## Morfologia

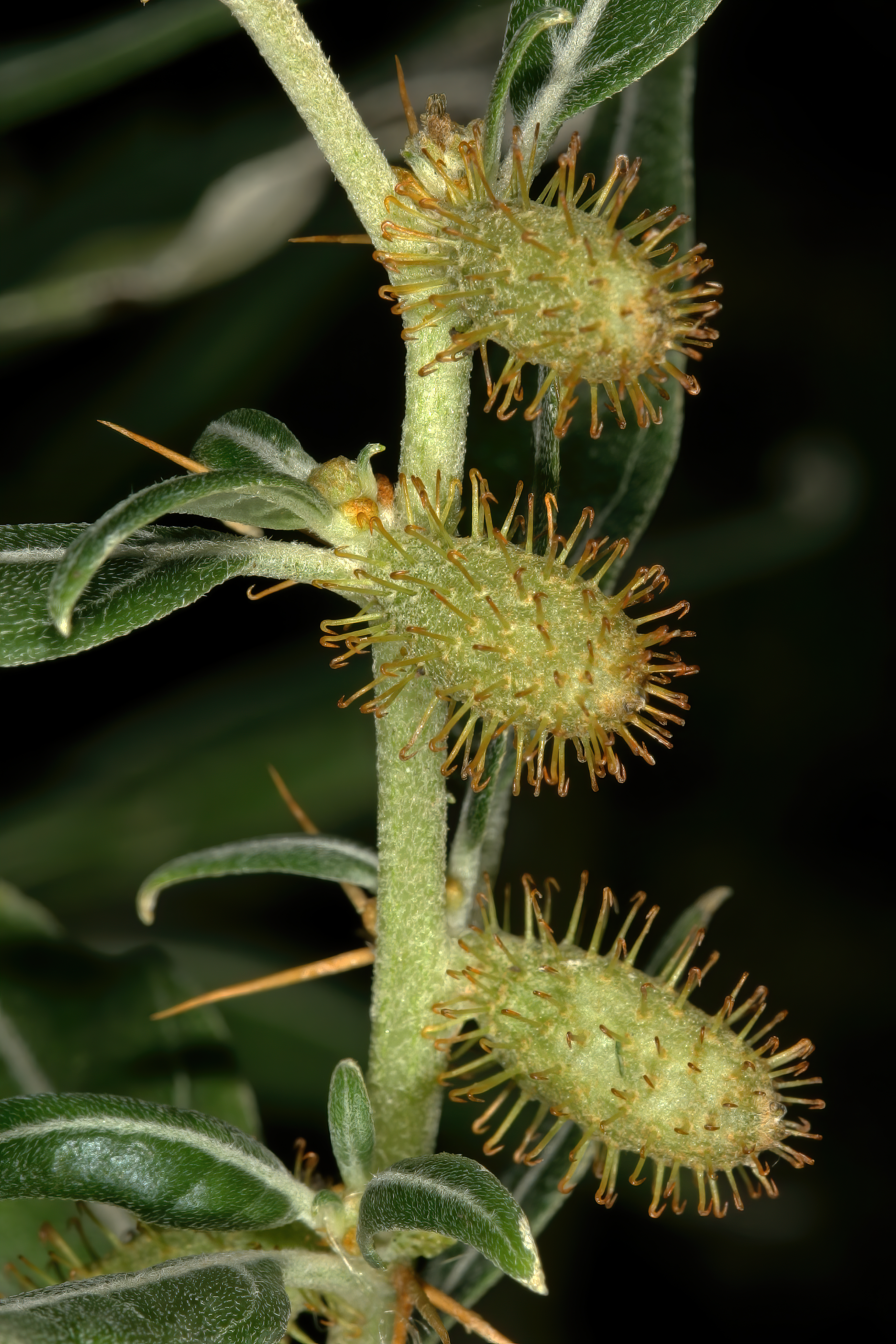
Cierniste okrywy zawierające owoce

ŁodygaWzniesiona, czasem rozgałęziona, ciernista. Osiąga zwykle do 50 cm wysokości. Wyrastające w kątach liści pędy boczne przekształcone są w ostre ciernie o długości 2–3 cm. Łodygi są obłe, delikatnie bruzdowane.
LiścieSkrętoległe, tylko pierwsze liście są naprzeciwległe, dość gęsto rozmieszczone na pędzie. Osiągają podobną długość do cierni i osadzone są na ogonkach. Blaszka liściowa jajowata, u dolnych liści trójklapowa o wąskich klapach, z większą klapą środkową. Im wyższe liście tym słabiej są klapowane, najwyższe liście są prawie całobrzegie. Liście z wierzchu są zielone, od spodu szaro kutnerowate. U siewek liścienie osadzone są na ogonkach o długości ok. 2 cm, ich blaszki są podługowate, na szczycie tępe, o długości ok. 6 mm i szerokości do 2,5 mm.
KwiatyJednopłciowe, rurkowate, koloru zielonkawego. Koszyczki z kwiatami męskimi skupione są na szczytach pędów, a z kwiatami żeńskimi u nasad liści. W koszyczkach żeńskich znajdują się tylko po dwa kwiaty.
OwoceW czasie owocowania okrywy kwiatostanu rozrastając się i przybierają elipsoidalny lub jajowaty kształt. Okryte są igiełkowatymi, haczykowato zagiętymi na końcach cierniami, na szczycie dodatkowo wyposażone są w dwa, często nierówne i o zmiennej długości dzioby. Stwardniałe okrywy otaczają dwie niełupki.

## Biologia i ekologia
Roślina jednoroczna. Kiełkuje wiosną. Kwitnie od lipca do października. Kolczaste okrywy otaczające owoce ułatwiają rozprzestrzenienie tych diaspor przez zwierzęta.
W Europie Środkowej występuje na siedliskach ruderalnych – przydrożach, wysypiskach, rośnie jako chwast w ogrodach i rzadziej na polach.

## Zmienność
Wyróżniane są dwa podgatunki:
- Xanthium spinosum subsp. catharticum (Kunth) D.Love – spotykany tylko w Argentynie i Chile
- Xanthium spinosum subsp. spinosum – podgatunek nominatywny, spotykany w całym zasięgu gatunku